# Charles Nicolai
Pour les articles homonymes, voir Nicolai.
Charles Nicolai, né le 9 octobre 1908 à New York et mort en décembre 1980 à Los Angeles, est journaliste et un auteur américain de roman policier.

## Biographie
Il fait carrière en journalisme. Entre 1954 et 1964, il publie trois romans policiers ayant pour héros l’enquêteur John Nolan.
Il a également fait paraître un livre de cuisine internationale, écrit en collaboration avec son épouse Pam Nicolai, née Pamela Henry-May (1910-1981).

## Œuvre

### Romans

#### Série policièreJohn Nolan
- A Killer Is Loose (1954) Publié en français sous le titre L’assassin est en liberté, Paris, Librairie des Champs-Élysées, Le Masque no 661, 1959
- Death at Chestnut Hill (1955) Publié en français sous le titre Retour à la ferme, Paris, Librairie des Champs-Élysées, Le Masque no 642, 1959
- Murder in the Fine Arts (1964)

### Ouvrage de cuisine
- Selected Recipes from the Melting Pot: International Cuisine (1965), en collaboration avec Pam Nicolai.

## Sources
- Jacques Baudou et Jean-Jacques Schleret, Le Vrai Visage du Masque, vol. 1, Paris, Futuropolis, 1984, 476 p. (OCLC 311506692), p. 321